# Терновский сельский совет (Лиманский район)
Терновский сельский совет (укр. Тернівська сільська рада) — бывший орган местного самоуправления в Лиманском районе Донецкой области с административным центром в селе Терны.

## Населённые пункты
Сельскому совету подчинены населённые пункты:
- село Терны
- посёлок Мирное
- село Ивановка
- село Колодези
- село Новосадовое
- село Ямполовка

## Состав совета
Совет состоит из 16 депутатов и председателя.

## Руководящий состав сельского совета
| ФИО                       | Основные сведения                                                            | Дата избрания | Дата прекращения полномочий |
| ------------------------- | ---------------------------------------------------------------------------- | ------------- | --------------------------- |
| Кобцев Николай Иванович   | Сельский глава, 1959 года рождения, высшее образование, член Партии регионов | 26.03.2006    | 31.10.2010                  |
| Сычёв Анатолий Васильевич | Сельский глава, 1956 года рождения, высшее образование, член Партии регионов | 31.10.2010    |                             |

Примечание: таблица составлена по данным источника.